# Andrzej Zając
Andrzej Zając (* 21. Februar 1956 in Lipowa) ist ein polnischer Radsportler.
Andrzej Zając trainiert beim Verein Cross Opole, sein Trainer ist Mirosław Jurek (2008). Bei den Sommer-Paralympics 2008 startete der Blinde Zając in der Klasse B&VI 1-3 beim Straßenrennen im Einzelstart und konnte hier Gold erringen. Er fuhr die 96,8 Kilometer lange Strecke in 2:14,44 Stunden. Sein Lotse war Dariusz Flak. Im Jahr zuvor hatte er bei den Weltmeisterschaften den 7. Platz erreicht.